# Lucia (États-Unis)
Pour les articles homonymes, voir Lucia.
Lucia est une localité non incorporée américaine située dans le comté de Monterey, en Californie.

## Culture
La première saison de la série télévisée américaine Ratched, basée sur le roman Vol au-dessus d'un nid de coucou, se déroule à Lucia. Néanmoins, l'hôpital dans lequel l'infirmière Mildred Ratched travaille n'existe pas.